# Ole Marius Ingvaldsen
Ole Marius Ingvaldsen (né le 2 octobre 1985 à Levanger) est un sauteur à ski norvégien.

## Carrière
Il débute en Coupe du monde, en décembre 2008 à Trondheim. Il effectue sa meilleure saison en 2010-2011, où il obtient deux 10e places individuelles pour une 29e place au classement général de la Coupe du monde. Il annonce sa retraite sportive après l'hiver 2014-2015.

## Palmarès

### Coupe du monde
- Meilleur classement général : 29e en 2011.
- Meilleur résultat individuel : 9e.

#### Différents classements en Coupe du monde
| Année     | Classement général final |
| 2010-2011 | 29e                      |
| 2012-2013 | 68e                      |
| 2013-2014 | 47e                      |
| 2014-2015 | 78e                      |